# Google Lens
Google Lens ist eine Mobile App zur Bilderkennung von Google LLC.

## Geschichte
Google Lens wurde von Google bei der Google I/O 2017 angekündigt.
Google veröffentlichte am 4. Oktober 2017 eine Beta-Version von Google Lens, die zuerst für das Google Pixel 2 exklusiv war. Ende November wurde diese Vorschau auf alle Google Pixel-Geräte ausgeweitet. Das Produkt ist inzwischen sowohl für Android und iOS als auch KaiOS verfügbar. Während die „Preview“-Version von Lens vor allem Texte, Produktfotos, Kunstwerke und Denkmäler erkannte, kann die finale Variante auch Tiere und Pflanzen bestimmen.
Im Verlauf des Jahres 2022 ersetzte Google die Rückwärtssuche von Bildern in Google Images schrittweise auch in der Desktopsuche durch Google Lens.

## Funktionen
Google Lens ermöglicht es, relevante Informationen mittels visueller Analyse zu erhalten. Wenn z. B. die Kamera des Geräts auf einen WLAN-Aufkleber mit dem Netzwerknamen und dem Kennwort zeigt, stellt sie automatisch eine Verbindung zu dem gescannten Netzwerk her; wenn die Kamera auf ein Objekt gerichtet ist, versucht Lens, das Objekt zu identifizieren und relevante Suchergebnisse und Informationen anzuzeigen. Lens ist auch in die Google Fotos und Google Assistant Apps integriert. Der Service ist ähnlich wie Google Goggles, ein früheres Programm, das ähnlich funktionierte, aber weniger leistungsfähig ist. Lens verwendet fortgeschrittenere Routinen für Deep Learning, ähnlich anderen Anwendungen wie Bixby Vision und Image Analysis Toolset; künstliche neuronale Netzwerke werden zur Erkennung und Identifizierung von Objekten, Wahrzeichen und zur Verbesserung der Texterkennung verwendet. Eine weitere Funktion ist die Übersetzung von Texten, deren Sprache oder auch Schrift der Leser nicht beherrscht.